# تحويل فورييه المتقطع

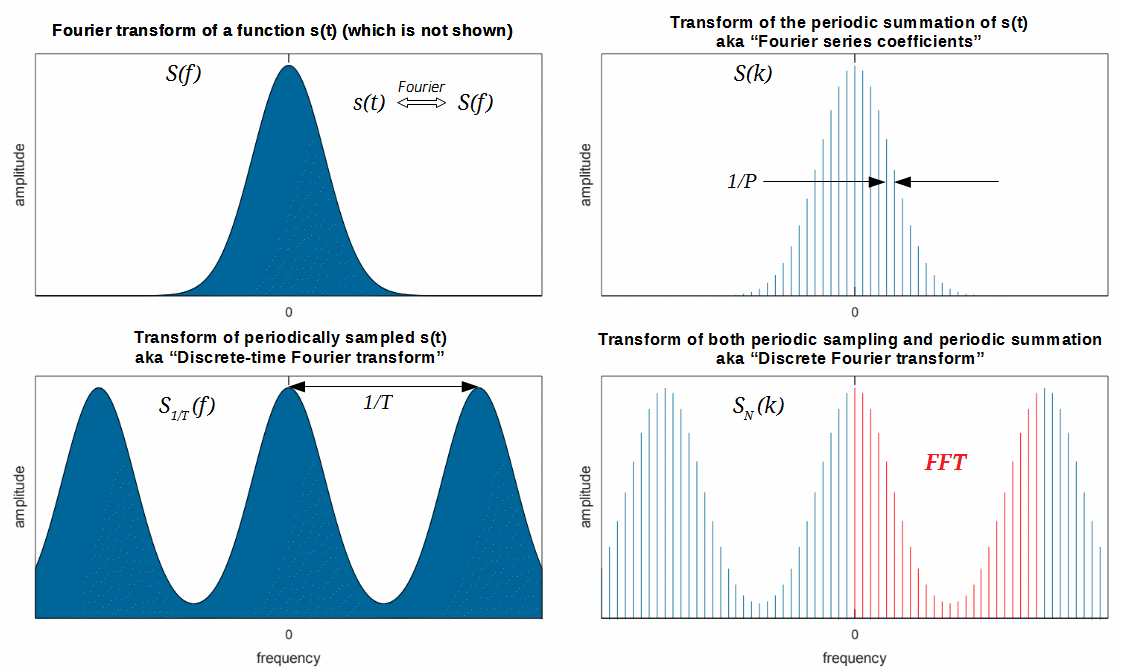

تحويل فورييه المتقطع هي عملية تحويل تمكننا تحويل إشارة متقطعة في فضاء الزمن إلى إشارة في فضاء الترددات وهي شبيهة ومستقاة من تحويل فوريي الذي يقوم بتحويل إشارة (يمكن فهم الإشارة على أنها دالة رياضية)من فضاء الزمن time domain (أي أن المتغير هو الزمن) إلى فضاء الترددات Frequency domain (المتغير هو التردد). إذن نظريا يكون لدينا دالة متصلة نقوم بتحويلها عن طريق تحويل فوريي أو تحويل فوريي العكسي لكن في الواقع كثيرا ما تعترضنا مشاكل لا يكون لدينا فيها دالة متصلة بل مجموعة قياسات أي أنه عوض أن تكون لدينا دالة متصلة تكون لدينا مجموعة نقاط هي عبارة على قيمة الدالة في أزمنة معينة.
مثلا: الاهتزاز الميكانيكي المتأتي من محرك سيارة عادة ما يكون متغير على حسب سرعة السيارة وعند تصميم السيارة نريد الحصول على أقل قدر من الاهتزاز لأنه يسبب على المدى البعيد تلفا ميكانيكيا للسيارة. لذلك يتم قياس هذا الاهتزاز وبذلك نتحصل على مجموعة نقاط هي عبارة عن قيمة الاهتزازات عند أزمنة معينة ثم يتم تحويلها بتحويل فوريي لكن تحويل فوريي المتقطع ونحصل على صيغة يمكننا فيها رؤية الذبذبات المتواجدة في القياس الذي قمنا به وتصميم آلات (هي نظريا مرشحات) للحد من هذه الذبذبات أو الاهتزازات.

## مقاربة رياضية لتحويل فوريي المتقطع
قبل ذكر الصيغة الرياضية لتحويل فوريي المتقطع نورد الصيغة المتصلة لتحويل فوريي وهي كالآتي:

{\displaystyle F(w)={\frac {1}{\sqrt {2\pi }}}\int _{-\infty }^{+\infty }f(t)e^{-iwt}dt}

ودعنا هنا لا نقيم وزنا كبيرا للمعامل:

{\displaystyle {\frac {1}{\sqrt {2\pi }}}}

حيث أنه حسب استعمال التحويل يتم إلصاقه بتحويل فوريي أو التحويل المعاكس أو قسمته على كليهما. ولنأخذ بعين الاعتبار الآن أن الإشارة التي نحولها ليس لها وجود إلا عند نقاط زمنية معينة {\displaystyle kT} حيث T هو زمن الاستعيان مثلا. أي أنه لدينا عوض (f(t
الدالة (f(kT
أي المتغير هو k وليس t وأنه لدينا عدد n من القياسات حيث أن
{\displaystyle k=0\ldots n-1}.
كما أننا نعلم من الرياضيات الرقمية أن المقابل المنقطع لعملية التكامل هو عملية الجمع. هذه الاعتبارات تفضي بنا إلى الصيغة التالية لتحويل فوريي المتقطع:

{\displaystyle F(w)=\sum _{k=0}^{n-1}f(kT)e^{-iwkT}}

أو بصيغة معدلة بعض الشيء:

{\displaystyle F_{j}=\sum _{k=0}^{n-1}f_{k}e^{\frac {-2\pi ijk}{n}}}

بما أن التحويل يجعل للمجموعة {\displaystyle f_{k}\ k=0\ldots n-1} مقابلها المجموعة
{\displaystyle F_{j}\ j=0\ldots n-1}
فإن كلاهما يحتوي على نفس العدد من العناصر ألا وهو n. ونرى أنه لحساب القيمة
{\displaystyle F_{j}}
نحتاج أو نستعمل كل قيم
{\displaystyle f_{k}}.
و كما يوجد تحويل فوري المتقطع فإنه يوجد تحويل فوري المتقطع العكسي (الذي يقوم بتحويل الإشارة من فضاء الترددات إلى فضاء الزمن) وصيغتها الرياضية كالآتي:

{\displaystyle f_{k}=\sum _{j=0}^{n-1}F_{j}e^{\frac {2\pi ijk}{n}}}

و قبل أن نواصل دراسة تحويل فوريي المتقطع دعنا نطلع على بعض ميزات الحل العقدي للمعادلة:

{\displaystyle x^{n}=1}

و التي تسمى الجذر الأني (نسبة ل n) الأحادي. حيث أننا سنحتاج إلى هذه الميزات في سياق استنتاجنا للخوارزمية أو الطريقة التي تتم بها عملية تحويل فوريي المتقطعة (في الحواسيب مثلا).

### صياغة التحويل في شكلمصفوفة(كتابة سطر من المصفوفة)
و يمكن بالاعتماد على ما كتبناه أعلاه إذا رمزنا للجذر الأني الأحادي الأولي ب

{\displaystyle w_{n}^{jk}={(e^{\frac {2i\pi }{n}})}^{jk}}

إرجاع حساب تحويل فوريي المتقطع إلى عملية ضرب مصفوفية حيث يضرب الشعاع الذي يحتوي على قيم الإشارة الزمنية بالمصفوفة ليعطينا شعاعا هو عبارة عن الإشارة في مجال الترددات وهو ما تعبر عنه المعادلة التالية: (المعادلة)
مما يجعل درجة التعقيد تساوي {\displaystyle O(n^{2})} أي أن الجهد اللازم (عدد عمليات الضرب) أو الوقت مناظر ل {\displaystyle n^{2}} وهو وقت كبير مما يجعل تطبيق الخوارزمية في مجالات الوقت الحقيقي real time (أي المجالات التي نحتاج فيها إلى سرعة في الخوارزمية) محدودة وأحد الحلول هو القيام بعملية فوريي متكررة على عدد n صغير من القياسات إلا أن ذلك لا يمثل الحل الأمثل فقد تم ابتكار خوارزمية تجعل الجهد مناظرا ل {\displaystyle O(nlog(n))} وهي خوارزمية أو طريقة تحويل فوريي السريع والتي تعتمد على فكرة أن الجذر الأني الأحادي هو جذر عقدي وعلى هذا الأساس فإن الجذور (أي مكونات المصفوفة) تظهر دائما عقدية مصرفة (conjugated Complex) لذلك يكفي حساب نصف مكونات المصفوفة واستنتاج بقية المكونات.

## بعض الإشكاليات والخصائص في استعمال تحويل فوريي المتقطع
- aliasing
- leakage: تسلم النظرية الرياضياتية أننا نقوم بتحويل إشارة تمدد من اللآنهاية إلى اللانهاية. في التطبيقات الواقعية فإن الإشارات تبتدئ عند الزمن يساوي صفرا إلى زمن محدد يساوي ز2. هذه الحقيقة هي عبارة على ضرب الإشارة النظرية بإشارة مستطيلة. هذا الأمر يؤدي إلى أننا نجد ترددات عديدة زائدة حتى إن كانت الإشارة عبارة عن جيب تمام (أي نظريا تحتوي على على تردد واحد)

## الاستعمالات
يستعمل تحويل فوريي المتقطع في عديد الميادين المدنية والعسكرية إذ تعتبر مع شبيهاتها من أهم خوارزميات معالجة الإشارة ومن الاستعمالات:
- التعرف على الصوت
- تحليل الصور واستخراج الأجزاء منها ولها تطبيقات في الأنظمة الذكية
- مراقبة الإنتاج (بمستشعرات بصرية)
- تصميم المرشحات (الرقمية)
- كل الخوارزميات التي تعتمد على تحويل قياسات إلى مجال التردد (تردد لا يجب أن يكون في الزمن حصرا يمكن أن تكون أيضا دورية في المكان)